# Kappa Canis Majoris
Kappa Canis Majoris, (κ Canis Majoris, förkortat Kappa CMa, κ CMa), som är stjärnans Bayer-beteckning, är en ensam stjärna i den södra delen av stjärnbilden Stora hunden. Den har en genomsnittlig skenbar magnitud på +3,87 och är synlig för blotta ögat där ljusföroreningar ej förekommer. Baserat på parallaxmätningar i Hipparcos-uppdraget på ca 5,0 mas beräknas den befinna sig på ca 660 ljusårs (202 parsek) avstånd från solen.

## Egenskaper
Kappa Canis Majoris är en blå till vit stjärna i huvudserien av spektralklass B1.5 Ve. e-suffixet anger att den är en snabbt roterande Be-stjärna med en dispergeringsskiva av uppvärmd gas. Radien hos den emitterande skivan är ungefär 0,20 ± 0,06 AE, eller ca 3,7 gånger stjärnans radie. Stjärnan har en massa som är ca 12 gånger solens massa, en radie som är ca 6 gånger större än solens och utsänder ca 18 900 gånger mera energi än solen från dess fotosfär vid en effektiv temperatur på ca 24 600 K.
Kappa Canis Majoris är en eruptiv variabel av Gamma Cassiopeiae-typ. Den varierar mellan skenbar magnitud +3,40 och 3,97 utan skönjbar periodicitet. Stjärnan blev 50  procent mera ljusstark mellan 1963 och 1978, med en ökning från magnitud ca 3,96 till 3,52.